# Ốc mặt trăng
Ốc mặt trăng hay còn gọi là ốc mắt ngọc (Naticidae) là một họ ốc biển. Những loài ốc có tên gọi đẹp như vậy bắt nguồn từ lớp mày ốc dày, có hình cầu với những đường vân rất đẹp mắt.

## Khai thác
Ở Úc, ốc mặt trăng có thể là một loại hải sản được yêu thích mới tại Úc và cả thực khách lẫn những thợ lặn đều được khuyến khích thưởng thức và khai thác chúng. Loại ốc biển này được tìm thấy nhiều nhất ở bờ biển New South Wales, Victoria, South Australia và Tasmania, nhưng Tasmania là nơi có lượng thu hoạch lớn nhất. Nó là một loại hải sản lớn chưa được khai thác và có tiềm năng tăng sản lượng gấp đôi tại Tasmania. Sản lượng định ra hiện nay chỉ có trên 52 tấn và mới chỉ đánh bắt nửa số lượng đó trung bình mỗi năm
Ở Việt Nam, ốc mặt trăng có nhiều ở vùng biển miền Trung, tập trung nhiều nhất là đảo Cồn Cỏ, Quảng Trị, vùng biển Nha Trang - Khánh Hòa. Sở dĩ ốc có tên gọi như vậy bắt nguồn từ cái mày ốc. Không phải là lớp mày mỏng như các loại ốc khác, ốc mặt trăng có lớp mày hình tròn như mặt nguyệt, lấp lánh vân trắng, vàng nhìn vào trông như con mắt ốc lấp lánh. Thịt ốc giòn, ngọt như ốc hương nên thường được chế biến thành nhiều món ăn ngon như hấp, luộc, xào, nướng... Ốc ngâm vào trong nước muối có pha gừng và ớt cho nhả hết đất cát, sau đó rửa lại nhiều lần bằng nước sạch trước khi chế biến. Ăn ốc mặt trăng luộc không thể thiếu chén nước mắm gừng một số loài ốc mặt trăng có thể có độc